# Kim Tschang-yeul
Kim Tschang Yeul (también conocido como 김창열, Kim Tchangyeul, Kim Chang Yeul o Tschangyeul Kim) (24 de diciembre de 1929 - 5 de enero de 2021) fue un pintor surcoreano.

## Carrera
Formó parte de la primera generación de artistas modernos en Corea del Sur. Fue un pintor prolífico conocido por sus pinturas de 'gotas de agua' y ha sido una de las figuras más influyentes en la historia del arte moderno coreano. Aunque comenzó como parte del movimiento Art Informel en Corea del Sur, vivió la mayor parte de su vida adulta en  París, Francia, donde desarrolló su propio estilo de pintura único.
Después de graduarse de la Facultad de Bellas Artes de la Universidad Nacional de Seúl en 1950 dirigió el movimiento del informe artístico coreano con otros pintores como Park Seo-Bo, Suh Se-Ok, Ha Chong-Hyun y Chung Chang-Sup en las décadas de 1950 y 1960. Este movimiento inspiró en gran medida a muchos artistas de vanguardia y Dansaekhwa de la próxima generación, mientras rechazaba los valores conservadores que les imponían las instituciones coreanas.
Poco después de su participación en la Bienal de París en 1961 y la Bienal de São Paulo en 1965, Kim se mudó a la ciudad de Nueva York después de recibir una beca de la Fundación Rockefeller. Estudió en la Art Students League de Nueva York de 1966 a 1968. El tiempo que pasó Kim Tschang Yeul en la ciudad le permitió interactuar e inspirarse en el movimiento del arte pop que fue una influencia significativa para él.
Debido a sus años en el extranjero, Kim Tschang-Yeul desarrolló su arte fuera de la escena artística de Seúl y Tokio, desarrollando su estilo único en paralelo al movimiento Dansaekhwa. En 1969 se mudó a París donde continuó representando formas líquidas abstractas opacas.
Con el tiempo, las formas abstractas líquidas se transformaron en 'gotas de agua' esféricas, transparentes, "hiperrealistas", que se han convertido en su estilo distintivo y característico desde mediados de la década de 1970. Las gotas de agua han sido el foco de Kim durante las últimas cinco décadas. Ha perseguido la pintura de gotas de agua entre Seúl y París donde vivía y trabajaba.
Las pinturas con gotas de agua de Kim hablan un lenguaje que amalgama los discursos en torno al fotorrealismo y el expresionismo abstracto, situándose en un espacio ambiguo entre la realidad y lo abstracto. Según el propio pintor no interpreta su tema como representaciones realistas de gotas de agua reales sino como "idealistas" y  explica que el acto continuo de pintar gotas de agua lo ayuda a borrar recuerdos dolorosos y traumáticos de la Guerra de Corea que estalló entre 1950 y 1953 en la cual fue testigo de la muerte de sus hermanas menores y amigos. En cierto modo, el acto incesante de pintar gotas de agua le sirvió como herramienta terapéutica, acercándole su arte al surrealismo y la espiritualidad.. Muchos han especulado sobre el significado de su obsesión por las gotas de agua. Sobre el tema de su pintura repetitiva, Kim ha declarado: «He dicho a menudo que pintar gotas de agua es una forma de borrar mi ego. Esta es una idea cercana al taoísmo y al budismo zen. En Occidente, siento que Marcel Duchamp y Dada se acercaron más a estas filosofías».
En 2016, el gobierno de la provincia de Jeju inauguró el Museo de Arte Kim Tschang Yeul en la Aldea de los Artistas en Jeoji , isla de Jeju , Corea del Sur, el más alto honor otorgado a un artista coreano vivo.
En 2017, fue galardonado con la medalla Officier de la Ordre des Arts et des Lettres otorgada por la Embajada de Francia en Seúl.
Fue el padre del artista visual y músico Oan Kim.